# مایکل فوس
مایکل فوس (انگلیسی: Michael Fuß؛ زادهٔ ۲۱ مهٔ ۱۹۷۷) بازیکن فوتبال اهل آلمان است.
از باشگاه‌هایی که در آن بازی کرده‌است می‌توان به باشگاه فوتبال ویکتوریا ۱۸۸۹ اشاره کرد.